# Leon Battista Alberti
Leon Battista Alberti var en italiensk humanist, forfatter, kunstner, arkitekt, digter, præst, lingvist, filosof og kryptograf. Han var og er stadig et fremtrædende eksempel på en polyhistor og betragtes som grundlæggeren af den vestlige kryptografi, en ære han deler med Johannes Trithemius.
Alberti anses ofte primært for at være arkitekt, men ifølge James Beck er det uhensigtsmæssigt at skelne én af Albertis discipliner som uafhængig af de andre, da hans arbejde inden for de skønne kunstarter var tæt forbundet. Selvom han er mest kendt som kunstner, bidrog han også betydeligt til matematikken. Blandt hans mest berømte arkitektoniske værker er kirkerne San Sebastiano (1460) og Sant'Andrea (1472) i Mantova.
Hans liv blev beskrevet af Giorgio Vasari i værket "De mest fremragende malere, billedhuggere og arkitekters liv."

## Publikationer
Alberti anså matematik som grundlaget for både kunst og videnskab. Han indledte sin afhandling Della Pittura (Om malerkunsten), dedikeret til Filippo Brunelleschi, med ordene: "For at gøre min fremstilling klar i denne korte kommentar om maleri, vil jeg først tage fra matematikerne de ting, der vedrører mit emne".
Della pittura (også kendt i sin latinske version som De Pictura) baserede sig på klassiske studier af optik for at undersøge perspektivet i kunstneriske og arkitektoniske fremstillinger. Alberti var velbevandret i tidens videnskabelige traditioner og hans forståelse af optik var forbundet med Kitab al-manazir af den arabiske polyhistor Alhazen (Ibn al-Haytham, d. ca. 1041). Disse idéer blev videreført gennem de fransiskanske optiske værksteder i det 13. århundredes Perspectivae-traditioner, som blandt andet blev udviklet af Roger Bacon, John Peckham og Witelo. Lignende tanker kan også spores i Lorenzo Ghibertis tredje kommentar, Commentario terzo.
I både Della pittura og De statua understregede Alberti, at "al læring bør søges i naturen". En kunstners ultimative mål er at efterligne naturen. Malere og billedhuggere arbejder "gennem forskellige færdigheder mod samme mål, nemlig at få deres værk til at fremstå så tæt som muligt på de virkelige genstande i naturen". Alberti mente dog ikke, at kunstnere blot skulle gengive naturen objektivt, men at de især skulle fokusere på skønheden, "for i maleriet er skønhed lige så behagelig, som den er nødvendig".
Et kunstværk er ifølge Alberti konstrueret på en sådan måde, at intet kan fjernes eller tilføjes uden at skade dets overordnede harmoni. For Alberti var skønhed "harmonien mellem alle dele i forhold til hinanden", og denne harmoni blev realiseret gennem bestemte proportioner, talforhold og arrangementer, der opfyldte principperne for harmoni. Disse idéer var ikke nye – de kan spores tilbage til Pythagoras – men Alberti satte dem ind i en ny kontekst, der passede til samtidens æstetiske diskurs.
I Rom tilbragte Alberti meget tid med at studere byens antikke ruiner og kunstværker. Hans detaljerede observationer blev samlet i hans latinske værk De re aedificatoria (1452, Om bygningskunsten). Han hentede inspiration fra den romerske arkitekt Vitruvius’ værk De architectura (fl. 46–30 f.Kr.). Albertis bog var den første arkitektoniske afhandling fra renæssancen og dækkede emner som historie, byplanlægning, ingeniørkunst og æstetik.
De re aedificatoria, der var en omfattende og kostbar bog, blev først trykt i 1485, men blev hurtigt et standardværk for arkitekter. Alberti skrev den "ikke kun for håndværkere, men også for enhver interesseret i de ædle kunstarter". Den første italienske udgave blev udgivet i 1546, og den mest udbredte italienske version, redigeret af Cosimo Bartoli, kom i 1550. Pave Nikolaus V, som Alberti tilegnede værket til, havde store ambitioner om at genopbygge Rom, men kun en lille del af hans visioner blev realiseret. Gennem sin bog gjorde Alberti renæssancens arkitektoniske idéer tilgængelige for arkitekter, lærde og kunstinteresserede.
Alberti skrev også I Libri della famiglia, et værk på toskansk dialekt, der omhandlede uddannelse, ægteskab, husholdning og økonomi. Værket blev dog først trykt i 1843. Som Erasmus af Rotterdam årtier senere, argumenterede Alberti for en reform af undervisningen. Han skrev, at "plejen af helt små børn er kvindearbejde, enten for ammer eller for moderen", og han understregede vigtigheden af, at børn skulle lære alfabetet så tidligt som muligt.
Han gav værket til sin familie, men i sin selvbiografi indrømmer han, at han "knap nok kunne skjule sin vrede, da han så nogle af sine slægtninge åbent håne både værket og hans forgæves anstrengelser med det".
Mellem 1443 og 1450 skrev Alberti satiren Momus, en humoristisk fortælling om de olympiske guder. Den er blevet tolket som en roman à clef, hvor Jupiter er blevet identificeret som en karikatur af Pave Eugenius IV og Pave Nikolaus V. Alberti lånte flere af værkets figurer fra den græske forfatter Lukian, som han satte stor pris på. Hovedpersonen Momus, hvis navn stammer fra det græske ord for kritik eller bebrejdelse, bliver i historien forvist fra Olympen og ender med at blive kastreret. Jupiter og de andre guder stiger også ned på jorden, men vender tilbage til himlen, efter at Jupiter brækker næsen i en voldsom storm.

## Biografi

### Tidlige år
Leon Battista Alberti blev født i 1404 i Genova. Hans mor var Bianca Fieschi. Hans far, Lorenzo di Benedetto Alberti, var en velhavende florentiner, der var blevet forvist fra sin by, men fik tilladelse til at vende tilbage i 1428. Alberti blev sendt på kostskole i Padova og studerede senere jura i Bologna. Han boede en periode i Firenze, men i 1431 rejste han til Rom, hvor han tog en præstevielse og trådte ind i den pavelige tjeneste. I denne tid studerede han de romerske ruiner, hvilket vækkede hans interesse for arkitektur og prægede hans senere designs.
Leon Battista Alberti var talentfuld på mange måder. Han var høj, fysisk stærk og en dygtig atlet, der kunne ride de vildeste heste og springe over en persons hoved. Han udmærkede sig som forfatter allerede som barn og skrev i en alder af tyve et skuespil, der blev taget for et ægte klassisk værk. I 1435 begyndte han sit første store skriftlige arbejde, Della Pittura, inspireret af den florentinske malerkunst i det tidlige 1400-tal. Heri analyserede han malerkunstens natur og undersøgte perspektiv, komposition og farver.
I 1438 begyndte han at fokusere mere på arkitektur og blev opmuntret af markisen Leonello d'Este fra Ferrara, for hvem han byggede en lille triumfbue til en rytterstatue af Leonellos far. I 1447 blev Alberti arkitektonisk rådgiver for Pave Nikolaus V og involveret i flere projekter i Vatikanet.

### Første store opgave
Hans første store arkitektoniske opgave kom i 1446, da han designede facaden til Rucellai-paladset i Firenze. I 1450 fik han endnu en opgave af Sigismondo Malatesta om at omdanne den gotiske San Francesco-kirke i Rimini til et monumentalt kapel, Tempio Malatestiano. I Firenze designede han den øverste del af facaden til den dominikanske kirke Santa Maria Novella, hvor han løste en arkitektonisk udfordring med to rigt dekorerede spiraler, en stil som senere blev efterlignet i kirkearkitektur i flere hundrede år.
I 1452 afsluttede han sit store arkitekturtraktat De re aedificatoria, baseret på Vitruvius' værk og inspireret af antikkens arkitektur. Det blev dog først udgivet i 1485. I 1464 fulgte han op med De statua, hvor han undersøgte skulpturkunst. Alberti skabte selv kun én kendt skulptur, et selvportræt-medaljon, der nogle gange tilskrives Pisanello.
Alberti designede to kirker i Mantova, San Sebastiano, som aldrig blev færdiggjort, samt Sant'Andrea-basilikaen. Designet til sidstnævnte blev afsluttet i 1471, et år før hans død. Byggeriet blev færdiggjort efter hans død og anses for at være hans vigtigste arkitektoniske værk.

### Liv og arbejde
Som kunstner adskilte Alberti sig fra samtidens håndværksmalere, idet han var en humanist, der studerede Aristoteles og Plotin. Han tilhørte kredsen af intellektuelle og kunstnere, der blev støttet af fyrstehofferne. Som medlem af en fornem familie og en del af den romerske kurie havde han en særlig status. Han var en velset gæst ved Este-huset i Ferrara og besøgte den militærstrategiske hersker Federico III da Montefeltro i Urbino. Hertugen af Urbino var en dygtig militærleder, der generøst støttede kunstnere. Alberti planlagde at dedikere sit arkitekturtraktat til ham.
Blandt Albertis mindre studier var et essay om kryptografi, De componendis cifris, samt den første italienske grammatik. Han samarbejdede med den florentinske kosmograf Paolo Toscanelli inden for astronomi, der dengang var nært forbundet med geografi. Han skrev også en lille latinsk afhandling om geografi, Descriptio urbis Romae (Beskrivelsen af byen Rom). Kort før sin død afsluttede han De iciarchia (Om husholdningens styre), en dialog om Firenze under Mediciernes styre.
Alberti tog præstevielse og giftede sig aldrig. Han var glad for dyr og havde en hund, en gadekryds, som han skrev en panegyrik om (Canis). Vasari beskrev Alberti som "en beundringsværdig borger, en kultiveret mand... venlig og imødekommende over for alle".Vasari, Kunsterens liv Alberti døde i Rom den 25. april 1472 i en alder af 68 år.

## Arkitektoniske værker
Alberti beskæftigede sig ikke med ingeniørarbejde, og kun få af hans betydelige projekter blev realiseret. Som designer og studerende af Vitruvius samt den antikke romerske arkitektur, undersøgte han kolonne- og overliggerbaseret arkitektur fra et visuelt snarere end et strukturelt perspektiv. Han anvendte de klassiske arkitektoniske ordrer korrekt, i modsætning til sin samtidige Brunelleschi, der fortolkede de klassiske kolonner og pilastre mere frit. Alberti overvejede arkitekturens sociale konsekvenser og var opmærksom på byens visuelle udtryk. Dette kan ses i hans design af Palazzo Rucellai, hvor han inkluderede en sammenhængende bænk i bygningens sokkelniveau, hvilket indbød til offentlig brug. Han forudgreb princippet om gadehierarki med brede hovedgader forbundet med smallere sidegader samt bygninger af ensartet højde.
I Rom blev Alberti ansat af Pave Nikolaus V til restaureringen af det romerske akvædukt Acqua Vergine, som udmundede i et enkelt bassin designet af Alberti. Senere blev dette erstattet af den barokke Trevi-fontænen.
Nogle forskere har foreslået, at Villa Medici i Fiesole muligvis var designet af Alberti frem for Michelozzo. Denne residens på en højskråning blev bestilt af Giovanni di Cosimo de' Medici, søn af Cosimo il Vecchio, og betragtes som et tidligt eksempel på en renæssancevilla. Bygningens arkitektur afspejler Albertis teorier om "villa suburbana" og inspirerede senere lignende konstruktioner i slutningen af 1400-tallet.

### Tempio Malatestiano, Rimini
Tempio Malatestiano i Rimini (1447, 1453–60) var en ombygning af en gotisk kirke. Facaden, med dens dynamiske formsprog, blev aldrig fuldt færdiggjort.

### Facaden af Palazzo Rucellai
Facaden på Palazzo Rucellai (1446–51) var et af flere projekter bestilt af Rucellai-familien. Designet kombinerer et gitter af lave pilastre og gesimser i klassisk stil med en rustik facade og afsluttes af en kraftig gesims. Den indre gårdhave har korintiske søjler. Paladset var med til at etablere brugen af klassiske elementer i verdslige bygninger i Firenze og fik stor indflydelse. Arbejdet blev udført af Bernardo Rossellino.

### Santa Maria Novella
Ved Santa Maria Novella, Firenze (1448–70) blev den øvre facade konstrueret efter Albertis design. Opgaven var kompleks, da den nedre del allerede havde tre portaler og seks gotiske nicher med grave, samt polykrom marmor typisk for florentinske kirker såsom San Miniato al Monte og Firenzes dåbskapel. Alberti integrerede klassiske elementer og harmoniserede facaden ved at sprede polykromien i en struktureret komposition. Han anvendte klassiske proportioner og detaljer såsom pilastre, gesimser og en trekantgavl udsmykket med en sol i mosaik. En særlig bemærkelsesværdig detalje er brugen af to store volutters former til at forbinde hovedskibets højde med de lavere sideskibe, en løsning der senere blev standard i renæssance- og barokarkitektur.

### Pienza
Alberti var sandsynligvis konsulent på designet af Pienza’s centrale plads, Piazza Pio II. Byen, tidligere kendt som Corsignano, blev ombygget fra 1459. Det var fødestedet for Pave Pius II, der ansatte Alberti. Paven ønskede at omdanne byen til en værdig residens.
Pladsen er en trapezformet åbning omgivet af fire bygninger, hvor domkirken fungerer som det centrale fokuspunkt. Den vigtigste residens, Palazzo Piccolomini, ligger mod vest og har tre etager med pilastre og gesimser samt tvillingevinduer. Dens indre gårdhave og loggiaer åbner sig mod en have i renæssancestil og et udsyn over Val d'Orcia. Pienza betragtes som et tidligt eksempel på renæssancebyplanlægning.

### Sant' Andrea, Mantova
Basilikaen Sant'Andrea i Mantova blev påbegyndt i 1471, året før Albertis død. Den blev færdiggjort efter hans død og er hans mest markante brug af triumfbuemotivet i både facade og interiør, hvilket har inspireret utallige efterfølgende bygninger.

### Andre værker
- San Sebastiano, Mantova (påbegyndt 1458)[13]
- Sepolcro Rucellai i San Pancrazio, Firenze (1467)[13]
- Tribune for Santissima Annunziata, Firenze (1470, færdiggjort med ændringer, 1477)[13]

## Død
Leon Battista Alberti døde den 25. april 1472 i Rom, hvor han tilbragte sine sidste år. Han blev begravet i San Giovanni in Laterano, en af Roms mest berømte kirker.